# Даниъл Пайн
Даниъл Пайн (на английски: Daniel Pyne) е американски сценарист, режисьор, продуцент и писател на произведения в жанра трилър. Писал е и под псевдонима А. Дж. Едисон (A.J. Edison).

## Биография и творчество
Даниъл Джон Пайн е роден на 29 юни 1955 г. в Оук Парк, Илинойс, САЩ, в семейството на скулптора Чарлс Пайн и Барбара Питърсън. Израства в Колорадо. Завършва Станфордския университет с бакалавърска степен по икономика, но учи и творческо писане при Чък Киндър и Джон Льоро. (програма „Стегнър“).
След дипломирането си работи като копирайтър, карикатурист, рекламен текстописец. През 1978 г. се премества в Лос Анджелис за да пише и да преследва кариера в киноиндустрията. Получава магистърска степен по изкуства от филмовото училище към Калифорнийски университет, Лос Анджелис. От 1983 г. работи активно като сценарист, режисьор и продуцент. Чете и лекции по творческо писане в филмовото училище към Калифорнийски университет.
През 2010 г. е издаден първият му роман „Twentynine Palms“.
На 30 август 1986 г. се жени за музикантката Джоан Кашел, с която имат дъщеря – Кейти. Даниъл Пайн живее със семейството си в Лос Анджелис и Санта Фе.

## Произведения

### Самостоятелни романи
- Twentynine Palms (2010)
- A Hole in the Ground Owned by a Liar (2012)
- Fifty Mice (2014)
- The Catalina Eddy (2017)

### Филмография
- 1983 – 1985 Matt Houston – ТВ сериал, 5 епизода
- 1986 The Equalizer – ТВ сериал, 1 епизод
- 1987 Hard Copy – ТВ сериал
- 1988 The Return of Desperado – ТВ филм
- 1984-1988 Маями Вайс – ТВ сериал, 26 епизода
- 1988 The Street – ТВ сериал
- 1990 Пасифик Хайтс, Pacific Heights – история, с Мелани Грифит, Матю Модин и Майкъл Кийтън
- 1991 По трудният начин, The Hard Way – сценарий, с участието на Майкъл Джей Фокс и Джеймс Уудс
- 1991 The Antagonists – ТВ сериал
- 1991 Доктор Холивуд, Doc Hollywood – сценарий, с участието на Майкъл Джей Фокс
- 1992 Бели пясъци, White Sands – история, с участието на Уилям Дефо и Мики Рурк
- 1995The Marshal – ТВ сериал, 25 епизода
- 1995-1997 The People – ТВ сериал, 25 епизода
- 1997 Ice – ТВ филм
- 1998 Where's Marlowe? – продуцент, режисьор
- 1999 Всяка една неделя, Any Given Sunday – история, с участието на Ал Пачино, Денис Куейд, Камерън Диас
- 1999 68 – ТВ филм, продуцент, режисьор
- 2000 Level 9 – ТВ сериал, 1 епизод
- 2001 Ice – ТВ филм, продуцент
- 2002 Всички страхове, The Sum of All Fears – сценарий, с участието на Бен Афлек и Морган Фрийман
- 2004 Манджурският кандидат, The Manchurian Candidate – сценарий, с участието на Дензъл Уошингтън, Лийв Шрайбър и Мерил Стрийп
- 2007 Пропукване, Fracture – сценарий, с участието на Антъни Хопкинс и Райън Гослинг
- 2012 Alcatraz – ТВ сериал, 1 епизод, продуцент
- 2013 Everything That Matters – съавтор
- 2017-2018 Bosch – ТВ сериал, 6 епизода, сценарий по романите на Майкъл Конъли, продуцент, с участието на Тайтъс Уеливър, Джейми Хектор, Ейми Акино
- 2018 Backstabbing for Beginners – сценарий